# Magyarország és az Egyesült Államok kapcsolatai

Magyarország és az Amerikai Egyesült Államok kapcsolatai a 20. század közepe óta a magyar külpolitika, Magyarország kétoldalú kapcsolatai kiemelkedően fontos részét képezik.
Az Egyesült Államok, mint bevándorló ország történetéhez, társadalmi-gazdasági fejlődéséhez az oda kivándorló rengeteg etnikum között a magyarok is jelentős mértékben hozzájárultak, különösen tekintettel arra, hogy az emigránsok között a hazai lakosságnál nagyobb arányban voltak a vállalkozó szellemű, tehetséges, valamilyen területen már eredményeket felmutató fiatalok.
A két ország kapcsolataira igen nagy mértékben nyomta rá a bélyegét a nemzetközi hatalmi politika alakulása. Magyarországot vezető köreinek német orientációja a 20. század első felében két világháborúban állította szembe az Egyesült Államokkal. 1945 és 1990 között a Szovjetunió vezette „keleti blokk” és a nyugati világ közötti hidegháború határozta meg kapcsolatainkat.

## Korai kapcsolatok
Az első magyar, akiről bizonyosan ismert, hogy Amerika területére lépett, Budai Parmenius István volt, aki 1583 augusztusában Humphrey Gilbert expedíciójával elérte a mai Új-Fundlandot. Ez a terület azonban később Kanada része lett, nem pedig az Egyesült Államoké.
Már a későbbi Egyesült Államokhoz kötődik azoknak a magyaroknak a harca, akik részt vettek az amerikai függetlenségi háborúban, mint Kováts Mihály huszár ezredes és Polereczky János, aki őrnagyként harcolt George Washington hadseregében. Ő állítólag még 1828-ban is élt a Maine állambeli Dresden városában. Részt vett a függetlenségi háborúban gróf Benyovszky Ferenc, a híres Benyovszky Móric unokaöccse is, és maga Benyovszky Móric is felajánlotta az amerikai kongresszusnak, hogy Németországban toboroz a számukra, de erre nem került sor.

### 1848-as forradalom és szabadságharc

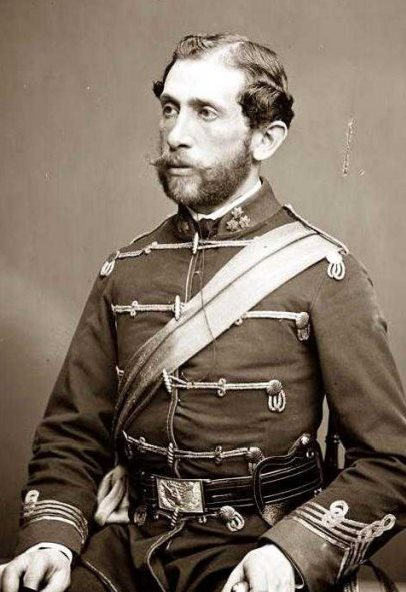
Utassy Frigyes György

Az 1848–49-es forradalom és szabadságharc nagy szimpátiát váltott ki a túlnyomórészt monarchia-ellenes Egyesült Államokban. Magyarország nyílt politikai támogatása a szenátus és a demokrata párti sajtó részéről, a magyar függetlenség elismerésének lebegtetése, majd 1851-ben Kossuth Lajos kihozatala az Oszmán Birodalomból a USS Mississippi fedélzetén csaknem az Ausztriához fűződő amerikai kapcsolatok teljes megszakítását eredményezte.

### Az amerikai polgárháború
Az 1861–65 közötti amerikai polgárháborúban már igen sok magyar vett részt, sokan közülük a magyar szabadságharc leverése után emigráltak. A „Garibaldi-gárda" néven is ismert New York-i 39. sz. gyalogezred csaknem felerészben magyarokból állott. Első ezredese Utassy Frigyes György lett. A másik nagyrészt magyarokból álló csapattest a „Lincoln Puskások" nevű egység volt, melyet Mihalotzy Géza magyarokból és csehekből alakított. Mihalotzy később ezredes és az illinoisi 24. sz. gyalogezred parancsnoka lett, 1864-ben esett el. Nagy hírnévre tett szert Zágonyi Károly ezredes, aki még mint őrnagy és John C. Frémont tábornok lovastestőrségének parancsnoka, 1861 október 25-én Springfieldnél, vakmerő lovastámadással aratott győzelmet sokkal erősebb ellenséges csoport felett. Ebben a rohamban egy másik magyar, báró Majthényi Tivadar hadnagy, is kitüntette magát.

## Magyar–amerikai kapcsolatok a két világháború között
A világháború utáni magyar-amerikai kapcsolatok egyik fontos epizódja volt Harry Hill Bandholtz amerikai tábornok, az angol–francia–olasz–amerikai tábornoki bizottság tagja budapesti tevékenysége. Bandholtz határozott fellépésével megakadályozta, hogy a megszálló román csapatok távozásukkor kifosszák a Magyar Nemzeti Múzeumot. Ennek emlékére, az amerikai tábornok tiszteletére 1936-ban szobrot avattak Budapesten.
A háború utáni első amerikai diplomáciai képviselő, Ulysses Grant-Smith ügyvivő 1919. december 4-én érkezett Magyarországra. A követséget 1921 decemberében hozták létre. Az első követ Theodore Brentano lett 1922. május 16-tól.
Az első világháborút lezáró versailles-i békerendszert az Egyesült Államok igazságtalannak tartotta, nem fogadta el, a kongresszus nem ratifikálta azt, így az annak részét képező trianoni békeszerződést sem. Ehelyett 1921. augusztus 29-én az Egyesült Államok és Magyarország különbékét írt alá Budapesten. Ez azonban tartalmilag megegyezett a trianoni békével, csak a Népszövetségre vonatkozó részek maradtak ki belőle.
Az Egyesült Államok vezető körei az 1930-as években rokonszenvvel, megértéssel viszonyultak Magyarországhoz. Franklin D. Roosevelt elnök diákkorában kellemes utazást tett a Monarchia egyes tartományaiban és szép emlékeket ápolt a térséggel kapcsolatban. John Flournoy Montgomery budapesti amerikai követ (1933–1941), valamint utódja, Herbert Pell szintén nagy szimpátiával kezelték a Magyarországot, jelentéseikben a magyarországi belső helyzetet kiegyensúlyozottnak, a náci Németországgal szembeni magyar ellenállás lehetőségét pedig valószínűnek láttatták. Még az egyes korábbi magyar területek 1938 és 1940 közötti magyar visszacsatolását sem kifogásolták. William Christian Bullitt, a washingtoni külügyminisztérium egy vezető diplomatája 1939 tavaszán, Kárpátalja visszakerülését követően is mindössze arra figyelmeztette a magyar vezetőket, hogy vigyázzanak, nehogy a területi revízió érdekében teljesen Németország mellé álljanak, és így Magyarország végső soron ismét a vesztesek között találja magát.

## Kétoldalú kapcsolatok a második világháborútól a rendszerváltásig

### A magyar hadüzenet
A Jugoszlávia elleni támadásban való magyar részvétel, a Szovjetunió elleni hadüzenet nyomán a Magyarország iránt megértő amerikai álláspont módosult. Adolf A. Berle külügyminiszter-helyettes 1941 áprilisában úgy fogalmazott, hogy Magyarország „megszegte szavát és rosszul viselkedett”. A kassai bombázást amerikai részről is a németek érdekében álló provokációnak tartották, a diplomáciai kapcsolatok megszakítására azonban nem is gondoltak. Az 1941. december 12-i magyar hadüzenetet sem Roosevelt, sem a külügyminiszter, Cordell Hull nem vették komolyan, azt a román és a bolgár hadüzenethez hasonlóan a kényszerhelyzetnek tudták be. Hull erre később úgy emlékezett, hogy Roosevelttel egyetértettek abban: nem kérik a Kongresszustól a hadiállapot bejelentését ezekkel a csatlósállamokkal szemben. „Tudatában voltunk annak, hogy kormányaik bábok voltak Hitler kezében, és úgy mozogtak, ahogy dróton rángatták őket”. Ezt az értékelésüket az is megerősítette, hogy a hadüzenet ellenére Pell amerikai követ még hetekig Budapesten maradt, és egy ideig folytatta diplomáciai tevékenységét is, sok magyar személyiséggel fenntarthatta kapcsolatát.
Roosevelt csak 1942. június 2-án küldte tovább a Kongresszusnak Bárdossy László magyar miniszterelnök decemberi jegyzékét és kérte a hadiállapot elismerését. Az amerikai kormány azonban tudatában volt annak, hogy Magyarország, csakúgy mint Bulgária, Románia és Finnország a német és olasz erőszak hatására vált az Egyesült Államok ellenfelévé.

### A háborúból való magyar kilépés ügye
1942-re Horthy Miklós számára világossá vált, hogy Hitler nem nyerheti meg a háborút, ezért diplomatái és hírszerzői révén puhatolózó megbeszéléseket kezdeményezett a semleges államokban a szövetségesek képviselőivel. Fő célja az volt, hogy a háborúból való kiugrás és különbéke révén megelőzze a német illetve a szovjet katonai megszállást, és a győztesekhez csatlakozva biztosítsa az ország területi épségét (az újonnan visszaszerzett területekkel együtt).
Ezek a célok azonban teljességgel irracionálisak, elérhetetlenek voltak. A magyar elit angolbarát része abban a hitben ringatta magát, hogy Magyarország fontos lehet az angolszászok számára a bolsevizmus elleni harcban. A nyugati szövetségesek azonban sokkal jobban rá voltak utalva a Szovjetunió katonai erejére a nácizmus elleni harcban, minthogy ebben a korai időszakban fontolóra vették volna Magyarország elfoglalását a szovjetek elől, ami egyébként sem tartozott a katonai lehetőségeik közé.
Magyarország csak az 1943 augusztusi quebeci konferencia idejére vált fontossá a szövetségesek számára, de akkor sem kedvező módon. Ekkor tűzték ki ugyanis a második front megnyitásának hozzávetőleges idejét, és ettől kezdve a szövetségesek katonapolitikájának középpontjába a normandiai partraszállás sikerének biztosítása került. Ezért úgy döntöttek, hogy – tekintet nélkül a Magyarország és az itteni zsidóság számára várható káros következményekre – a magyar kilépési törekvések (amelyek sikerében nem bíztak) támogatása révén ösztönzik Magyarország német megszállását, hogy az itt bevetett német hadosztályok is gyengítsék a németek erejét nyugaton.

### Az amerikai bombázások

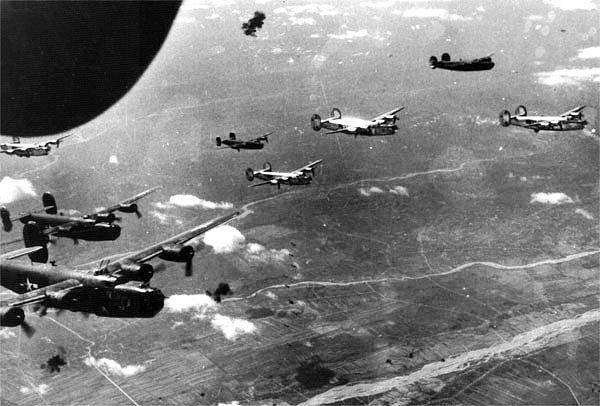
B–24 Liberatorok harci alakzatban Olaszország felett

A formális hadiállapot beállta után, 1942 őszén az amerikai hírszerzés, az Office of Strategic Services (OSS), a CIA elődje megkezdte a bombázandó magyarországi célok azonosítását. A célok kiválasztásában a legfontosabb szempont a hadiipari termelés akadályozása, valamint a kelet, elsősorban Románia felé irányuló német vasúti közlekedés bénítása volt. Az amerikai gazdaság háborús átállítása, a légierő felszerelése és a szövetségesek olaszországi partraszállása, az ottani amerikai légi támaszpontok kiépítése 1944 elejére teremtették meg a Magyarország elleni légitámadások lehetőségeit. 1944 február második felében az amerikaiak leállították az előkészületeket, mivel tudomásukra jutott, hogy a németek készülnek megszállni Magyarországot és várták a magyar kormány reagálását. Mivel a megszállás nem ütközött ellenállásba, 1944. április 3-án sor került az első tömeges bombatámadásra, amit aztán a háború végéig több száz hasonló, úgynevezett szőnyegbombázás követett.
A bombázások súlyos pusztításokat végeztek, de stratégiai céljaikat, a hadiipar leállítását, a vasúti forgalom megbénítását nem tudták elérni. A Duna magyarországi nyolc vasúti hídjából kettőt, a Tisza tíz vasúti hídjából ugyancsak kettőt romboltak le. A magyarországi repülőgépgyárakat erősen megrongálták, de a gyártást mégis sikerült fenntartani egészen 1944 őszéig. Hasonló volt a helyzet a többi célpont esetében is; a termelés jelentősen visszaesett, de nem szűnt meg teljesen. A magyar hadiipart csak a szovjet hadsereg magyarországi előretörése állította le. A lakosság vesztesége a bombázások következtében a korabeli becslések szerint mintegy 20 ezer halott lehetett.

### A párizsi béke
A tengelyhatalmak és kis csatlósaik között az Egyesült Államok a háború végén is különbséget tett, még a Magyarország iránti szimpátiából is megmaradt valamennyi. Az amerikai külügyminisztérium 1944 nyarán még nem csak az ellenséges Romániával, hanem a szövetségesnek elismert Csehszlovákiával és Jugoszláviával szemben is elképzelhetőnek, sőt indokoltnak tartott egy kisebb, etnikai elvű határkiigazítást Magyarország javára. 1946-ra, a párizsi békeszerződések előkészítése idejére ez a Romániával szembeni határkiigazítás támogatására szűkült, azonban a diplomáciai alkudozások során végül erről is könnyen lemondtak, mivel az Egyesült Államoknak sem pro, sem kontra nem fűződtek különösebb érdekei a térséghez.

### A hidegháború és a magyar-amerikai kapcsolatok
A háború befejezése után az Egyesült Államok az éles hidegháborús retorika beindulása ellenére beletörődött abba, hogy Magyarország a szovjet befolyási övezetbe kerül. A magyar kommunista párt az országban minden téren átvette a hatalmat, ellenfeleit behódolásra kényszerítette. Az NKVD segítségével szervezték meg a magyar politikai rendőrséget, amely kizárólag a kommunista pártnak engedelmeskedett.
A budapesti amerikai követ, Arthur Schoenfeld tájékoztatta Washingtont a szovjet gazdasági terjeszkedésről, de a politikai hatalomátvételt nem érzékelte pontosan. A polgári politikusok közül többen a segítségét kérték, de a követ minden beavatkozást elutasított azzal, hogy az Egyesült Államok nem szól bele idegen országok belügyeibe; még panaszkodott is jelentéseiben arra, hogy a magyar demokratikus erők nem elég bátran szállnak szembe a kommunistákkal, nem érdemlik meg a segítséget. A beavatkozás elutasítására épülő amerikai politika és a magyar demokratikus erők határozatlansága így egymást erősítették. Egyébként is az amerikaiak – az angolokkal együtt – elfogadhatónak tartották a szovjetbarát erők győzelmét, eszközük amúgy sem volt ennek megakadályozására. Csak remélték, hogy gazdasági befolyásuk egy részét meg tudják őrizni, de ebben is csalódniuk kellett: 1948-ban „burzsoá szabotázsra” hivatkozva perek indultak a magyarországi amerikai érdekeltségek vezetői ellen, letartóztatásuk előjátéka volt a cégek államosításának. Így került börtönbe Robert A. Vogeler, az International Standard Electric Corporation alelnöke is, akit csak 1951-ben engedtek ki a börtönből és utasítottak ki az országból.
Az amerikai belenyugvó álláspont az 1948. februári prágai kommunista hatalomátvétel után változott meg. Az ekkor létrehozott amerikai Nemzetbiztonsági Tanács iránymutató álláspontot fogadott el, miszerint a kelet-európai szovjet befolyás biztonsági kockázatot jelent az Egyesült Államok számára, a Nyugat elleni szovjet támadás kiinduló platformja lehet, ezért saját biztonságuk érdekében meg kell akadályozni a kommunista rezsimek megszilárdulását. Az amerikai politika ettől kezdve minden eszközzel a térség, benne Magyarország stabilitása ellen küzdött.

#### A „felszabadítás politikája” – gazdasági és pszichológiai hadviselés

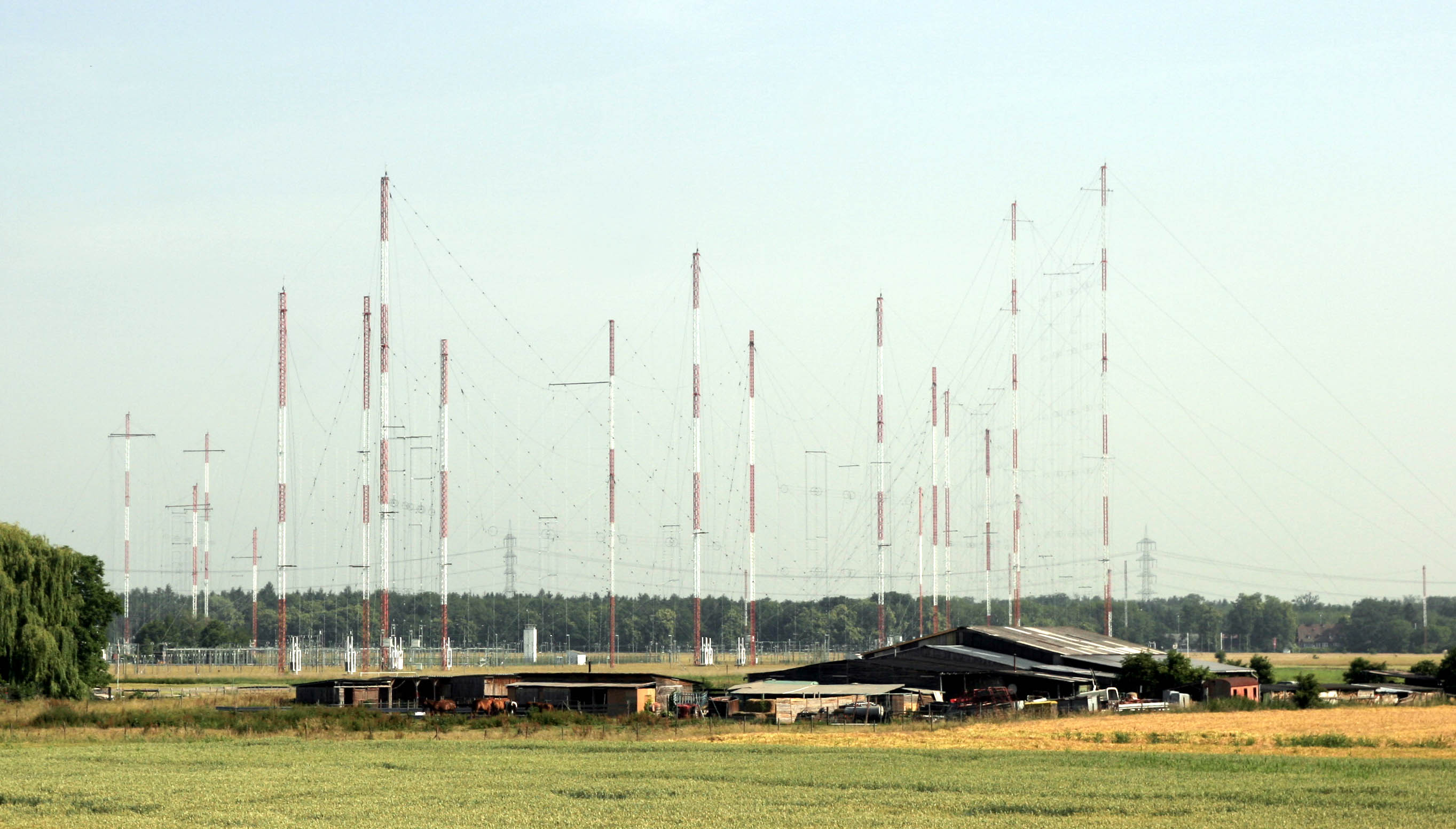
A SZER adóállomása az NSZK-ban

1948-tól az Egyesült Államok meghirdette a felszabadítás doktrínáját, ennek tényleges célja azonban nem ezeknek az országoknak a kommunista uralom alóli felszabadítása (mivel azt nem tartották lehetségesnek), hanem a rezsimek meggyengítése volt. Fő eszközei a gazdasági embargó és a lélektani hadviselés voltak.
A gazdasági hadviselés lényege az embargó, a tőkeáramlás, az áruforgalom és különösen a technológiai transzfer korlátozása volt. Ezek súlyos gazdasági nehézségeket okoztak Magyarországnak, fokozták az erősen központosított szocialista tervgazdaság belső problémáit, a technikai elmaradottságot, a hiánygazdálkodást, hozzájárultak a lakosság kiszolgáltatottságához, nyomorához. Az embargó azonban soha nem lehetett teljes, ezenkívül ellentéteket okozott a nyugati táborban, mivel a nyugat-európai országoknak gazdasági érdekük fűződött volna a keleti kereskedelemhez, ellentétben az Egyesült Államokkal.
A lélektani hadviselés hasonlóan problematikus volt. Fő eszköze az elsősorban a Szabad Európa Rádió révén a nyugatról érkező híradások voltak, de emellett klasszikus felforgató tevékenységet is végeztek, elsősorban az amerikai titkosszolgálatok. A rádióadások mellett tömegesen szórtak le röplapokat léggömbökről. A harsány propaganda folyamatosan ellenállásra buzdított, bár konkrét felhívás a felkelésre nem hangzott el, de azt a benyomást keltették, hogy a Nyugat az esetleges felkelők segítségére fog sietni. Az amerikai vezetés ugyanakkor befelé azt az álláspontot alakította ki, hogy a keleti blokk területén bármilyen felkelés bukásra van ítélve. Ennek ellenére intenzíven folytatódott a rejtett hadviselés, a fennálló hatalom elleni felforgatás, a megszálló szovjet csapatok ellen bevethető ellenálló csoportok szervezése a szinte elkerülhetetlennek tartott harmadik világháború esetére. Az amerikai felforgató tevékenység azonban meglehetősen kontraproduktív volt. Az ellenállásra beszervezett személyeket elfogták, bebörtönözték, gyakran kivégezték.

### 1956 és az amerikai–magyar kapcsolatok
A forradalom kitörésekor John Foster Dulles amerikai külügyminiszter kijelentette, hogy fegyvertelen emberek nem szállhatnak szembe a szovjet tankokkal, és remélte, hogy elkerülhető lesz a vérontás. A külügyminisztérium álláspontja ellenére az amerikai propaganda, főleg a közvetve a CIA által irányított Szabad Európa Rádió erőteljesen buzdított a szovjetek elleni harcra. (Megjegyzendő, hogy a CIA igazgatója ekkoriban Allen Dulles, a külügyminiszter testvére volt.)
Az Egyesült Államok ekkoriban a Szovjetunióval és az ellenőrzése alatt álló területekkel kapcsolatban kettős, belső ellentmondásokkal terhelt irányvonalat követett. Részint tárgyalni akart a szovjetekkel egy olyan egyezményről, ami nem sérti annak biztonsági érdekeit, ugyanakkor figyelembe veszi a nemzeti önrendelkezés elvét Kelet-Közép-Európában, esetleg osztrák vagy finn mintára. Ezzel egy időben támogatták az „önfelszabadítás” lehetőségét is. Az októberi budapesti forradalom kitörése – az éveken át folytatott, ellenállásra buzdító propaganda ellenére – meglepetésként érte az amerikai hírszerzést és a kormányzatot. A felkelés első napjaiban, a szovjet csapatok Budapestről történt kivonása után viszont úgy értékelték, lehetséges annak győzelme. Ezért a Szabad Európa Rádió rendkívül éles kommunistaellenes propagandát sugárzott, és nem csak a felkelőket, hanem a magyar honvédséget is a szovjetek elleni harcra ösztönözte, ellentétben például azzal, ahogy az 1953-as keletnémet felkelés idején az amerikai propaganda óvatosságra intette a németeket. Magyar vonatkozásban viszont az „önfelszabadítás” politikájának támogatása vonzónak tűnt Washington számára, mert nem járt költségekkel és könnyen letagadható volt.
A szovjet vezetés rövid ideig foglalkozott is a politikai rendezés gondolatával. Később azonban a budapesti események eszkalálódása, a vérontás fokozódása, valamint ezzel párhuzamosan a nemzetközi helyzet kiéleződése, a lengyelországi helyzet és a szuezi válság miatt a katonai beavatkozás mellett döntött.
A forradalom bukása után a felelőtlen, a felkelők véráldozatait növelő amerikai propaganda miatt nem csak Magyarországon, de nemzetközileg is felháborodás alakult ki. Ennek nyomán a CIA vizsgálatot indított, ami megállapította, hogy a szervezet nem felelős a forradalom kitöréséért – de nem is ez volt a felháborodás tárgya. Ezek után azonban, az „önfelszabadítás” politikájának kudarca miatt az Egyesült Államok felülvizsgálatnak vetette alá egész kelet-közép-európai politikáját.

### Amerika keleti politikája 1956 után

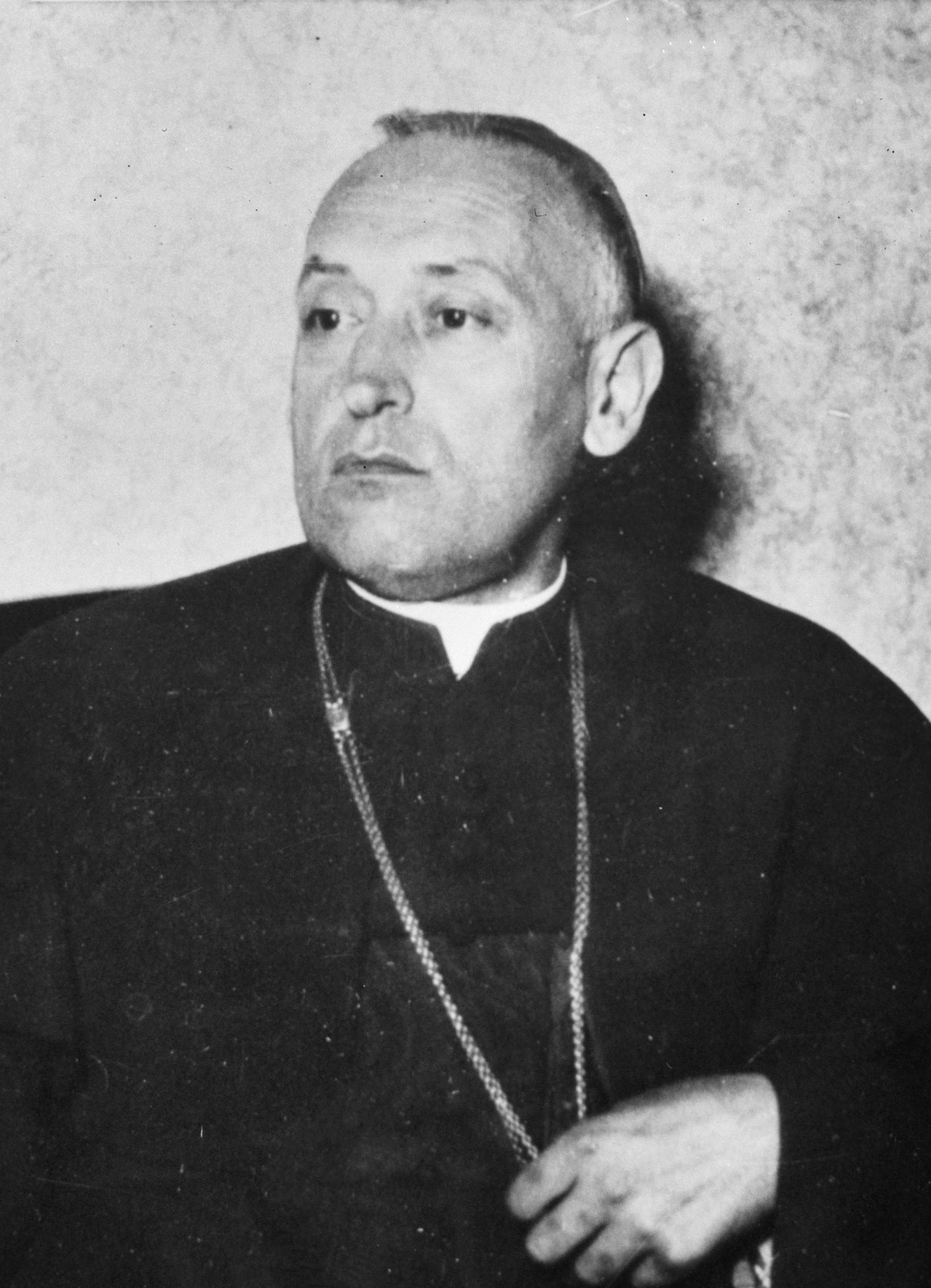
Mindszenty bíboros az amerikai követségen 1962-ben

A magyar forradalom bukása után mindkét világrendszer és vezető hatalmaik, az Egyesült Államok és a Szovjetunió politikájában jelentős változások következtek be. Washington fokozatosan lemondott a „rab nemzetek” felszabadításának stratégiájáról, ehelyett a liberalizálódás és demokratizálódás támogatását helyezték előtérbe. A Szovjetunió az SZKP XX. kongresszusa által elindított változások nyomán lemondott a szatellitállamok feletti teljes kontrollról és egy fokkal nagyobb önállóságot engedélyezett számukra.
Az Egyesült Államok új külpolitikai stratégiája szerint a kelet-közép-európai rendszerek megszilárdulását már kedvezőnek tekintették a Nyugat biztonsága szempontjából, amennyiben folytatódik ezeknek a társadalmaknak a liberalizálódása. Ez azonban Magyarországra a forradalom véres leverése miatt egyelőre nem volt érvényes, az amerikai politika fő partnerei a térségben Csehszlovákia, Lengyelország és Románia lettek.
Magyarországgal szemben az Egyesült Államok jelentős politikai sikert ért el az ENSZ-ben: az úgynevezett „magyarkérdés” napirenden tartásával, a magyar ENSZ-mandátum felfüggesztésével. Washington egyfajta karanténba helyezte a Kádár-rendszert, és ragaszkodott többek között az 56-os elítéltek számára adandó teljes amnesztiához az ENSZ-béli magyar szavazati jog helyreállításához. Az amerikai feltételek csak nagyon lassan enyhültek, de amikor már a szovjetek számára is elfogadhatónak tűntek, a magyar kormányzat – egyfajta nemzeti önérzet jegyében – még mindig nem volt hajlandó engedni. Végül 1963-ban a magyar kormány „önszántából” amnesztiát adott a még börtönben lévő 56-os elítélteknek, és ezután visszakaphatta teljes értékű ENSZ-tagságát. A kapcsolatokat azonban továbbra nehezítette Mindszenty József bíboros ügye, aki 1956. november 4-én menedékjogot kért a budapesti amerikai követségen, és végül csak 1971-ben távozott onnan.

### Kétoldalú kapcsolatok az enyhülés idején
Az 1960-as évek második felében az addig kimondottan ellenséges magyar-amerikai kapcsolatokban is enyhülés indult meg. Sikeres tárgyalások eredményeképpen Mindszenty József 1971-ben, másfél évtized után, távozott a budapesti amerikai nagykövetségről.
1972-ben lendületet kapott a kétoldalú párbeszéd, amikor Kádár János – hosszas fontolgatás után – fogadta a Magyarországra látogató William P. Rogers külügyminisztert, aki biztosította arról: az Egyesült Államok többé nem érdekelt sem a magyar politikai rendszer felforgatásában, sem a magyar–szovjet kapcsolatok fellazításában.
1973-ban az amerikai fél egyetértésével Magyarország is tagja lett a vietnámi fegyverszüneti megállapodást felügyelő nemzetközi testületnek. Kétoldalú kapcsolatainkban már csak három komolyabb lezáratlan kérdés maradt: a kétoldalú kereskedelmi kapcsolatok rendezése a legnagyobb kedvezmény elvének alapján, az Egyesült Államok által (az úgynevezett fellazítási politika keretében) szorgalmazott államközi tudományos, műszaki és kulturális csereegyezmény megkötése valamint a magyar királyi korona visszaszolgáltatása.
1974-ben az MSZMP Politikai Bizottsága – az amerikai féllel történt előzetes egyeztetések alapján – elvi döntést hozott arról, hogy Magyarország meghívja Richard Nixont magyarországi látogatásra. Erre az eseményre azonban Nixon bukása miatt nem került sor.
Az enyhülés a magyar-amerikai kapcsolatokban is visszaesésekkel tarkított folyamat volt, csakúgy, mint tágabb nemzetközi kitekintésben. 1975-ben az amerikai kongresszus által elfogadott Jackson–Vanik záradék kirekesztette a Szovjetuniót és a szocialista országokat a legnagyobb kereskedelmi kedvezmény köréből, ezzel hosszabb időre leállította az enyhülés folyamatát.

### Nyolcvanas évek

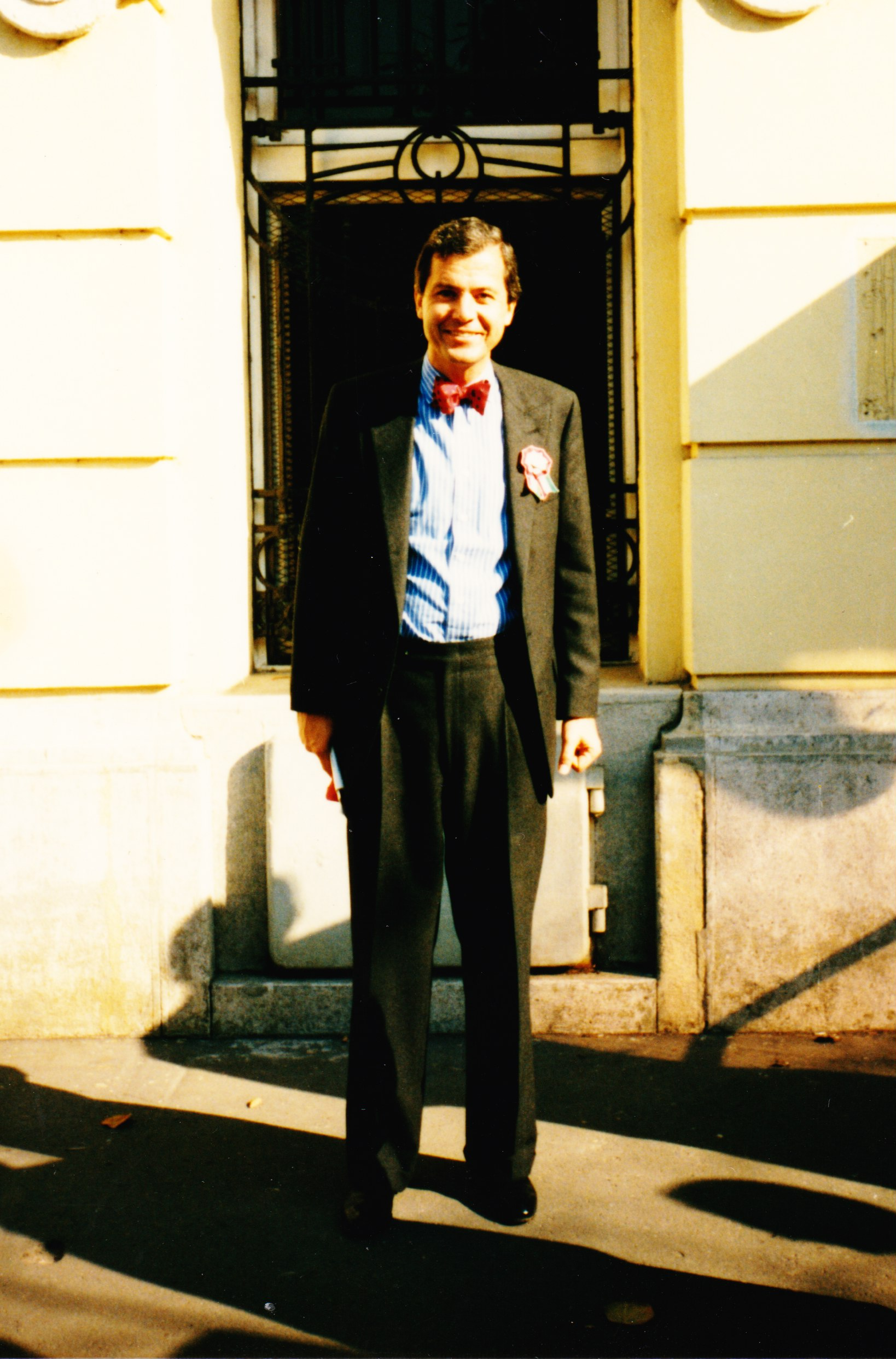
Mark Palmer a Magyar Köztársaság kikiáltásakor

Az 1980-as évekre Magyarország az Egyesült Államok térségbeli politikai „kedvencévé” vált, mivel a keleti blokkon belül Budapest egyre önállóbb, Moszkvától mind függetlenebb politikát folytatott. Nicolas M. Salgo, azaz Salgó Miklós, az Egyesült Államok 1983–86 közötti budapesti nagykövete kitűnő személyes kapcsolatokat alakított ki Kádár Jánossal, akit később úgy jellemzett, hogy ekkorra „nemzeti hőssé, az ország édesapjává” vált.
A kétoldalú kapcsolatok kedvező alakulásának egyik oka a magyar gazdasági helyzet romlása volt. A 80-as évek elejére a kedvezőtlen világpiaci tendenciák, az olajár-robbanások és a szocialista gazdaság súlyos hatékonysági problémái miatt az ország egyre erősebben eladósodott. Kádár és az MSZMP vezetése nem vállalhatta az életszínvonal csökkentését, mert az alapjaiban ingatta volna meg a rendszer elfogadottságát, a belpolitikai helyzetet. Az ország devizatartalékai 1982 első három hónapjában 570 millió dollárra csökkentek, miközben pusztán az adósságszolgálat, a már felvett kölcsönök törlesztési és kamatkötelezettsége évi kétmilliárd dollárra rúgott. Az országnak nem volt más választása, mint a csatlakozás az IMF-hez és a Világbankhoz. A magyar–amerikai kapcsolatok intenzitására jellemző, hogy az ekkor épp az Egyesült Államokban tartózkodó Marjai József magától Ronald Reagan elnöktől értesült arról, hogy Magyarország másnap hivatalosan is megkapja a tagságot ezekben a szervezetekben (és így jelentős, kedvező kamatozású kölcsönökhöz juthat). Ily módon Washington tevőlegesen segítette a kádári modell túlélését. Ez egyben az érvényes amerikai külpolitikai doktrínának, a Nemzetbiztonsági Tanács 54. számú direktívájának (NSDD 54) gyakorlati alkalmazását jelentette, amely előírta a szocialista országok közötti markáns differenciálást, a Szovjetuniótól való függetlenedésük és belső liberalizációjuk támogatását. A megújulásra képtelen magyar gazdaság azonban nem tudta kihasználni a hitelek nyújtotta lélegzetvételi lehetőséget, az adósságállomány növekedése gyorsult, összege 1989-re elérte a 20,4 millió dollárt, és a további éves hiteligényt 3 milliárd dollárra prognosztizálták.
1984 végén felmerült Reagan elnök magyarországi látogatásának lehetősége. Kádár azonban ezt korainak tartotta. Még 1985 decemberében is folytak beszélgetések egy budapesti csúcstalálkozóról, de Kádár álláspontja az volt, hogy „csak organikus fejlődés lehetséges”, „nincs értelme a hirtelen, megalapozatlan ötleteknek”. A maga részéről inkább egy washingtoni látogatást részesített volna előnyben, mint kevésbé látványos megoldást. A Magyarországnak a Szovjetunióról történő amerikai leválasztási törekvésekkel kapcsolatban megjegyezte, hogy a Lengyelországgal és Romániával kapcsolatban korábban kifejtett hasonló amerikai erőfeszítések sem jártak sok eredménnyel ezen országok számára.
1988-ban a hanyatló egészségi és szellemi állapotú Kádárt leváltották, a párt és ezzel az ország de facto vezetője Grósz Károly lett. Grósz még miniszterelnökként meghívást kapott az Egyesült Államokba, és ezzel élve 1988 júliusában immár egyszemélyi vezetőként látogatott oda. Szűk körű delegációja a nyugati és keleti partot is magába foglaló körutat tett, fogadta őt Reagan elnökön kívül George Bush alelnök, a külügyi, a kereskedelmi, a pénzügyi tárca vezetője, valamint a FED, a nemzeti banknak megfelelő amerikai intézmény elnöke; emellett egy sor régebbi tekintélyes államférfi, mint Richard Nixon és Henry Kissinger, és az amerikai gazdasági élet egy sor jelentős vezetője. A sikeres fogadtatás a korábbi kádári rendszernek szólt, az új vezetők ennek alapján kaptak megelőlegezett bizalmat, mivel az Egyesült Államok kormányzata úgy értékelte, hogy a magyarországi liberalizálódás folytatódni fog. A rendszerváltásra ekkor még senki nem gondolt.
1989-re aztán már nyilvánvalóak lettek a teljes rendszerváltás előjelei. A Nemzetbiztonsági Tanács februárban az egész hidegháborús politika felülvizsgálatát kezdeményezte. Idősebb George Bush elnök, a CIA korábbi igazgatója, kétszeres korábbi alelnök 1989 júliusában Varsóba és Gdańskba, majd Budapestre látogatott. Az amerikai elnök Lengyelországban a Wojciech Jaruzelskivel és a hivatalban lévő lengyel vezetéssel folytatott konstruktív tárgyalások mellett egyértelműen kiállt Lech Wałęsa és a Szolidaritás mellett. Magyarországon ugyan az akkori amerikai nagykövet, Mark Palmer akkor már egy éve nyíltan a Szabad Demokraták Szövetsége és a FIDESZ mellett avatkozott bele a belpolitikába, Bush elnök elhatárolta magát a magyar belpolitikai vitákban való állásfoglalástól, elsősorban azért, mert túlértékelték az MSZMP és a kádári örökség, illetve Pozsgay Imre támogatottságát.

## A rendszerváltás után

### Politikai kapcsolatok
A magyarországi rendszerváltás után a magyar-amerikai kétoldalú politikai kapcsolatok nagy fejlődésnek indultak. Horn Gyula már a rendszerváltás folyamatában, 1990-ben felvetette Magyarország NATO-csatlakozásának szükségességét, majd 1994 és 1998 között kormánya élén is ezért munkálkodott. Magyarország 1999-ben lett a NATO tagja.
A Fidesz-kormányok idején, különösen 2010 után a magyar–amerikai kapcsolatok jelentősen megromlottak. Joe Biden kormánya az Európai Unió központi szerveihez, az Európai Bizottsághoz és az Európai Parlamenthez hasonlóan, számos alkalommal szóvá tette a magyarországi jogállamiság hiányosságait. Az Egyesült Államok kormányzata különösen rossz néven vette – az érintett Svédországgal és Finnországgal, valamint a a NATO többi tagjával együtt – az észak-atlanti katonai szervezet bővítésének akadályozását, valamint Magyarország oroszbarát állásfoglalásait elsősorban az orosz–ukrán háború ügyében.
Orbán Viktor kijelentette, hogy a kétoldalú kapcsolataink csak Donald Trump esetleges újbóli elnökké választása nyomán javulhatnak meg. David Pressman, az USA budapesti nagykövete a NATO 25. évfordulója alkalmából rendezett konferencián – amelyen a magyar kormány képviselői nem jelentek meg – kifejtette: a magyar belügyekbe való beavatkozásra oly kényes magyar kormány nyíltan korteskedik Trump mellett. A nagykövet kijelentette: Orbán Viktor Trump visszatérésére vár, de a washingtoni kormányzat nem fog várni, és ha a kétoldalú kapcsolatok javítására irányuló erőfeszítései kudarcot vallanak, akkor cselekedni fog.

### A magyar–amerikai gazdasági kapcsolatok alakulása az a rendszerváltástól az ezredfordulóig

#### Kereskedelem
A 20. század végén Magyarország exportjában az Egyesült Államok általában az ötödik-hatodik helyet foglalta el évi 5-6%-os részesedéssel. A magyar importban az USA a hatodik-hetedik helyen volt, 4% körüli részesedéssel. A magyar részesedés az USA külkereskedelmében elenyésző, mindössze 0,07% körüli volt, ami jól magyarázza az ország iránti amerikai érdeklődés hagyományos korlátozottságát is.
A rendszerváltás után a kétoldalú kereskedelemben számos új lehetőség megnyílt. A kilencvenes évek első felében a kereskedelem fejlődését elsősorban a korábbi adminisztratív, kereskedelempolitikai korlátozások leépítése segítette. 1996 után már a Magyarországra telepített amerikai működőtőke-beruházások voltak a forgalom növekedésének fő mozgatói.
Magyarországnak az Egyesült Államok csak 1978-ban, a többi fejlett ipari országnál jóval később adta meg a a legnagyobb kedvezményt a kereskedelemben, és ezt is évente kellett meghosszabbítani, ami komoly bizonytalansági tényezőt jelentett. Bush elnök 1989-es magyarországi látogatása után ezt megszüntette és Magyarország is megkapta az időtartamhoz nem kötött, állandó érvényű legnagyobb kedvezményt. Az USA már 1989. január 1-jétől kiterjesztette Magyarországra is az Általános Vámpreferencia Rendszert (Generalized System of Preferences), a GSP-t. 1993 után Magyarország lekerült a COCOM-listáról is, így megnyílt a lehetőség a fejlett technikák importjára is. Fontos előrelépés volt a szellemi tulajdon védelméről szóló 1993-as megállapodás is, ami újabb akadályt hárított el a kapcsolatok fejlődése elől.
A magyarországi amerikai beruházások ösztönzésére Washington az amerikai exportőrök számára megkönnyítette az Eximbank, az OPIC (Overseas Private Investment Corporation) és más befektetési alapokhoz való hozzáférést.
A kilencvenes évek elejétől az USA-ba irányuló magyar kivitel több mint 60%-a bonyolódott a GSP keretében, vagyis az export vagy vámmentesen, vagy alacsonyabb vámmal került az amerikai piacra. (A teljes amerikai importnak egyébként mindössze 3%-a zajlott a GSP keretében. A kilencvenes évek közepén a mintegy 17 milliárd dollár értékű amerikai GSP-importból Magyarország 1,1%-kal részesedett.) Az USA-ba irányuló magyar export GSP-n kívüli részére a legnagyobb kedvezmény szerinti vámok érvényesültek.
Az Egyesült Államokba irányuló exportunk 1992–2000 között évi átlag 20% százalék körül növekedett, az egész időszakban közel 4,4-szeresére nőtt. (Ugyanekkor a magyar export egésze 2,6-szeresére nőtt.) Ennek fő oka a kilencvenes évek második felében a magyarországi amerikai termelő beruházások felfutása volt, ezen belül egyes informatikai termékek gyártásának részben Magyarországra helyezése volt. 1997-ben indult meg az IBM magyarországi termékeinek exportja, így az Egyesült Államokba irányuló magyar export értéke egyik évről a másikra közel megkétszereződött és 1 milliárd dollár fölé emelkedett. Csaknem ugyanilyen gyorsan, évi átlag 18%-kal nőtt az Egyesült Államokból származó magyar import is. 1996–2000 között 46-ról 77%-ra nőtt a gépek részaránya a magyar exportban, összességében pedig a feldolgozott termékek részaránya 2000-ben 98% volt. Az Egyesült Államokból érkező magyar importban a feldolgozott termékek részaránya 96,2% volt.

#### Tőkebefektetés

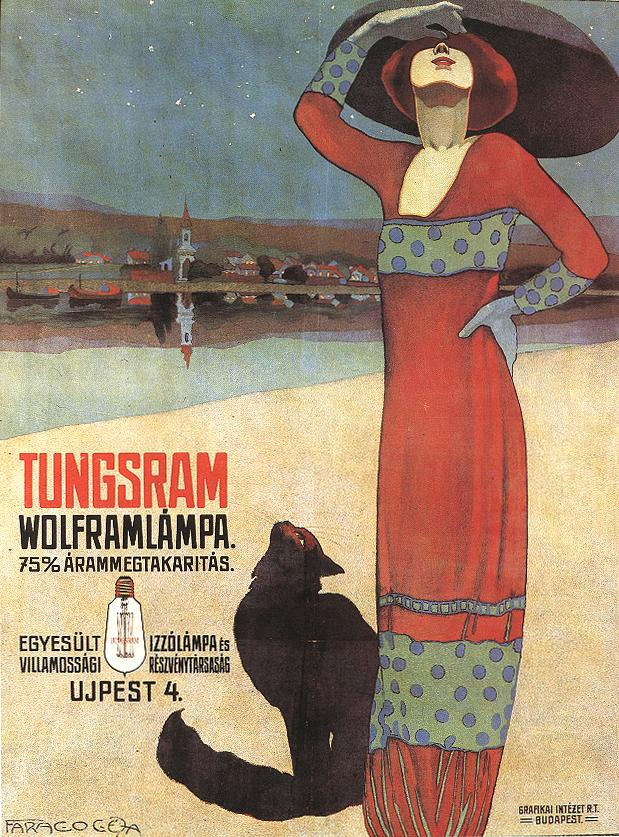
A nagy hagyományú Tugsram 1989-2018 között volt a General Electric tulajdonában, azután Jörg Bauer elnök-vezérigazgató vezetésével önállósult a vállalatcsoport

Az amerikai befektetők egy része már a nyolcvanas években megkezdte magyarországi tevékenységét. A rendszerváltás után a folyamat természetesen felgyorsult. Ennek fontos alapja volt, hogy Magyarország stabil gazdasági és politikai körülményeket biztosított a befektetők számára, főleg az, hogy biztosította mind a tőke, mind a profit repatriálását. Mindemellett megfelelően képzett, bőséges és olcsó munkaerő, viszonylag jó és gyorsan fejlődő infrastruktúra állt rendelkezésre. A kilencvenes években átlag évi 2–2,5 milliárd dollár körüli külföldi működőtőke-befektetés nagy részét, egyes években egyötödét-egynegyedét az amerikai befektetők biztosították. Az ekkoriban a Kelet-Közép-Európába érkező amerikai működő tőke körülbelül 40 százaléka Magyarországra került, ami az ország és gazdasága iránti bizalomnak is tekinthető. Az amerikai multinacionális vállalatok által létrehozott termelési háttér aztán a magyar kivitel gyors fejlődésének, a fejlett piacokra történő átterelésének egyik fontos forrását képezte.
1992-ben a Magyarországon befektető legnagyobb vállalatok fele amerikai volt. 1995-ben az 50 legnagyobb amerikai multinacionális vállalat közül 30 vállalat már jelen volt Magyarországon. Az amerikai multinacionális vállalatok nagyobb része a feldolgozóiparba fektetett be. Az elsők között volt a General Electric (Tungsram), a távközlési piacra betört Ameritech, a US West, az autóalkatrész- és motorgyártással megjelent General Motors (GM), a Ford, a United Technologies, a síküveggyártásban a GuardianGlass, az alumíniumiparba befektető Alcoa, az elektronikai iparban élenjáró IBM és a Flextronics. Ezek a cégek már kezdetben mintegy 1,6 milliárd dollár körüli összeget fektettek be.
Kisebb, de esetenként 100 millió dollár feletti amerikai működő tőke érkezett a high-tech ágazatokba: elsősorban a számítástechnikába (mind a hardver-, mind a szoftvergyártásba, és fejlesztésbe), a repülőgép- és helikopter-alkatrész gyártásba, az orvosi és tudományos berendezéseket, műszereket, környezetvédelmi és szennyezésmérő berendezéseket gyártó ágazatba, a vegyiparba, a gyógyszergyártásba. Megjelent az amerikai tőke a fogyasztási cikkeket gyártó ágazatokban is.
A szolgáltatások terén először a multikhoz kapcsolódó nagy nemzetközi könyvvizsgáló cégek (Arthur Andersen, Ernst & Young), a jogi tanácsadók, a pénzügyi intézmények, az üzleti és menedzsment tanácsadó cégek jelentek meg.
Az amerikai beruházásokat erősen koncentrálódtak egy-egy területre. A kilencvenes évek közepén 4–5 milliárd dollár jutott a távközlési szektorra és a feldolgozóiparra. Az amerikai befektetések jelentős része a privatizációs folyamathoz is kapcsolódott. Az amerikai érdekeltségek több mint 70 százalékánál a tulajdonarányuk 100% volt, a vállalatok több mint negyedénél volt 50-99 százalék közötti, és mindössze egy százaléknál maradt az amerikai részesedés 50% alatt.
Az amerikai beruházók a felmérések szerint a magyar piac potenciális nagyságát, a várható dinamikus gazdasági növekedést, a jól képzett munkaerőt, a politikai stabilitást, a jogszabályi háttér fejlettségét jelölték meg magyarországi tevékenységük indokául. A szempontok között csak a sokadik volt a munkaerő olcsósága. Negatívumnak tartották viszont a magyarországi gazdasági szabályozók gyakori változását, a lassú ügyintézést, az átláthatatlan bürokráciát, a rugalmatlan munkaerőpiacot, a magas bérjárulékokat, az alacsony vásárlóerőt, a szegénységet, a gyenge jogvédelmet, a kevés megbízható statisztikát.
A befektetők többsége egy kelet-európai hálózat részeként kezelte magyarországi jelenlétét. A befektetők termelésükhöz a piacokat is biztosították, főleg Nyugat-Európában és Amerikában, kisebb mértékben (főként a fogyasztási cikkek számára) a magyar piacon, illetve Kelet-Közép-Európában.
Az amerikai tőke aránya a magyarországi befektetésekben az 1992-es 12,4%-ról 2000-re 8,2%-ra csökkent a versenytársak növekvő aktivitása miatt. (Németország aránya 18,5%-ról 25,8%-ra, Hollandia 8,9%-ról 22,5%-ra nőtt, Ausztriáé 25,1%-ról 12,2-ra csökkent ebben az időszakban.)

## Látogatások
| Vendég                                    | Házigazda                                                        | Helyszín             | Dátum                          |
| ----------------------------------------- | ---------------------------------------------------------------- | -------------------- | ------------------------------ |
| Nagy Ferenc miniszterelnök                | Harry S. Truman elnök                                            | Washington, New York | 1946. június 11–17.            |
| Grósz Károly miniszterelnök               | Ronald Reagan elnök                                              | Washington           | 1988. július 26–28.            |
| George H. W. Bush elnök                   | Németh Miklós miniszterelnök                                     | Budapest             | 1989. július 11–13.            |
| Göncz Árpád ideiglenes választott államfő | George H. W. Bush elnök                                          | Washington           | 1990. május 18.                |
| Antall József miniszterelnök              | George H. W. Bush elnök                                          | Washington           | 1990. október 18.              |
| Göncz Árpád köztársasági elnök            | George H. W. Bush elnök                                          | Washington           | 1991. május 23.                |
| Antall József miniszterelnök              | George H. W. Bush elnök                                          | Washington           | 1991. október 4.               |
| Göncz Árpád köztársasági elnök            | Bill Clinton elnök                                               | Washington           | 1993. április 20–22.           |
| Göncz Árpád köztársasági elnök            | Bill Clinton elnök                                               | Washington           | 1994. június 20–21.            |
| Bill Clinton elnök                        | Göncz Árpád köztársasági elnök Horn Gyula miniszterelnök         | Budapest             | 1994. december 5.              |
| Horn Gyula miniszterelnök                 | Bill Clinton elnök                                               | Washington           | 1995. június 6.                |
| Bill Clinton elnök                        | Göncz Árpád köztársasági elnök Horn Gyula miniszterelnök         | Taszár               | 1996. december 13.             |
| Göncz Árpád köztársasági elnök            | Bill Clinton elnök                                               | Washington           | 1998. március 17–18.           |
| Orbán Viktor miniszterelnök               | Bill Clinton elnök                                               | Washington           | 1998. október 5–8.             |
| Orbán Viktor miniszterelnök               | Bill Clinton elnök                                               | Washington           | 1999. április 23–25.           |
| Göncz Árpád köztársasági elnök            | Bill Clinton elnök                                               | Washington, Chicago  | 1999. június 6–9.              |
| Orbán Viktor miniszterelnök               | George W. Bush elnök                                             | Washington           | 2001. május 29.                |
| Medgyessy Péter miniszterelnök            | George W. Bush elnök                                             | Washington           | 2002. november 7–9.            |
| Medgyessy Péter miniszterelnök            | George W. Bush elnök                                             | Washington           | 2004. június 21–23.            |
| Gyurcsány Ferenc miniszterelnök           | George W. Bush elnök                                             | Washington           | 2005. október 3–7.             |
| George W. Bush elnök                      | Sólyom László köztársasági elnök Gyurcsány Ferenc miniszterelnök | Budapest             | 2006. június 21–22.            |
| Bajnai Gordon miniszterelnök              | Barack Obama elnök                                               | Washington           | 2009. december 4.              |
| Orbán Viktor miniszterelnök               | Barack Obama elnök                                               | Chicago              | 2012. május 20–21.             |
| Orbán Viktor miniszterelnök               | Barack Obama elnök                                               | Washington           | 2016. március 31. – április 1. |
| Orbán Viktor miniszterelnök               | Donald Trump elnök                                               | Washington           | 2019. május 13.                |

## Képviseletek

### Magyar képviseletek az Egyesült Államokban
- Nagykövetség (1): Washington[36]
- Főkonzulátus (3): Chicago, Los Angeles, New York
- Alkonzulátus (2): Houston, Miami
- Tiszteletbeli főkonzulátus (1): Atlanta
- Tiszteletbeli konzulátus (16): Boston, Cleveland, Denver, Hampden, Honolulu, Mayagüez, Mercer Island, New Orleans, Portland, Sacramento, Saint Louis, St. Louis Park, Salt Lake City, San Francisco, Sarasota, Charlotte

### Amerikai képviseletek Magyarországon
- Nagykövetség: Budapest[37]

- A magyar nagykövetség Washingtonban
- A New York-i magyar főkonzulátus
- Az Egyesült Államok nagykövetsége Budapesten

## Testvérvárosok
- Budapest és  New York, New York
- Miskolc és  Cleveland, Ohio
- Pécs és  Seattle, Washington /  Tucson, Arizona
- Siófok és  Walnut Creek, Kalifornia
- Szeged és  Toledo, Ohio
- Tatabánya és  Fairfield, Connecticut
- Tokaj és  Sonoma, Kalifornia